# 1938年逝世人物列表
1938年逝世人物列表：1月 - 2月 - 3月 - 4月 - 5月 - 6月 - 7月 - 8月 - 9月 - 10月 - 11月 - 12月
下面是1938年逝世的知名人士列表。

## 1月

### 2日
- 爱德华·H·阿姆斯特朗，美國政治人物，1920年代到1930年代曾五次擔任戴通納海灘市長
- 亨利·維克多·德利尼，法國將軍

### 3日
- 阿圖羅·貝魯蒂，阿根廷作曲家

### 4日
- 保拉·德里戈，義大利小說家

### 5日
- 卡雷爾·巴克薩，捷克斯洛伐克政治家

### 8日
- 克利斯蒂安·羅爾夫斯，德國畫家

### 9日
- 戴維·卡達赫特，蘇格蘭足球運動員
- 約翰尼·格魯爾，美國漫畫家和兒童讀物作家[1]

### 11日
- 伊西多爾·孔蒂，奧地利出生的匈牙利雕塑家

### 14日
- 雅科·麥基，芬蘭政治家[2]

### 17日
- 弗拉基米爾·貝內舍維奇，蘇聯學者，烈士（被處決）

### 20日
- 埃米爾·科爾，法國漫畫家、動畫師
- 劉湘，中國將軍

### 21日
- 乔治·梅里爱，法國電影導演

### 22日
- 謝爾蓋·布圖林，蘇聯鳥類學家

### 23日
- J.P.達倫，瑞典工人、政治家

### 24日
- 韓復榘，中國軍官，被槍斃

### 28日
- 貝恩德·羅斯邁耶，德國賽車手

### 29日
- 阿曼多·帕拉西奧·巴爾德斯，西班牙作家

### 31日
- 瑪塞拉·科斯格雷夫，愛爾蘭民族主義領袖

## 2月

### 6日
- 喬治·奧里奧爾，法國詩人

### 7日
- 哈維·塞繆爾·費爾斯通，美國輪胎製造商

### 8日
- 尼古拉奧斯 (希臘)

### 9日
- 阿圖羅·卡普羅蒂，義大利工程師、建築師

### 10日
- 弗拉基米尔·安东诺夫·奥弗申柯，烏克蘭布爾什維克領導人、外交官，俄國內戰烏克蘭紅軍總司令。

### 11日
- 卡勒·科爾霍寧，芬蘭政治家（被處決）[3]
- 卡济梅尔兹·塔多斯基，波蘭哲學家、邏輯學家

### 16日
- 哈爾·德·福雷斯特，葡萄牙出生的美國演員

### 18日
- 萊奧波爾多·盧戈內斯，阿根廷作家、記者

### 19日
- 愛德蒙·蘭道，德國數學家

### 21日
- 馬特維·彼得羅維奇·布朗斯坦，蘇聯物理學家（被處決）

### 23日
- 陳振先，清末民初政治家、農業經濟學家。

## 3月

### 1日
- 加布里埃爾·鄧南齊奧，義大利作家、戰爭英雄和政治家

### 2日
- 威廉·布洛姆菲爾德，紐西蘭漫畫家

### 7日
- 安德列亞斯·米哈拉科普洛斯，希臘政治家，第1876任希臘總理

### 10日
- 安昌浩，韓國獨立活動家

### 12日
- 莉達·羅伯蒂，波蘭女演員

### 13日
- 塞瓦特·喬班利，奧斯曼帝國軍事指揮官，土耳其軍官
- 克拉倫斯·丹諾，美國律師

### 14日
- 王铭章，中國國民革命軍上將

### 15日
- 阿列克谢·李可夫，俄羅斯總理和蘇聯總理（被處決）
- 尼古拉·布哈林，蘇聯政治家（被處決）
- 亨里希·雅戈达，蘇聯警察和情報官員（被處決）

### 18日
- 莉迪亞·查理斯卡婭，蘇聯女演員、作家

### 19日
- 馬詹·朱馬巴耶夫，蘇聯作家、教育家

### 20日
- 馬丁·伯勒爾，加拿大政治家
- 亚历山大·马利诺夫，保加利亞第17任總理

### 21日
- 约翰·贝茨·克拉克，美國新古典經濟學家。

### 26日
- 勒克什米纳特·贝杰伯鲁阿，印度作家、劇作家、小說家、詩人和編輯

### 27日
- 奥贝尔·科泰，加拿大男子摔跤運動員。
- 威廉·斯特恩，德國心理學家、哲學家
- 海倫·M·溫斯洛，美國編輯、作家和出版商[4]

### 28日
- 鄭孝胥，中國政治家、外交家、書法家，滿洲國第一任總理

### 29日
- 馬塞爾·布洛赫，瑞士飛行員

## 4月

### 4日
- 詹姆斯·卡鲁，美國演員

### 6日
- 亞美尼亞的霍倫一世，亞美尼亞使徒教會的天主教徒和牧首

### 8日
- 奧利佛·金，美國爵士音樂家

### 9日
- 曼努埃爾·卡拉斯科·福米格拉，西班牙律師、政治家

### 12日
- 费多尔·夏里亚宾，蘇聯男低音

### 14日
- 吉利斯·格拉夫斯特倫，瑞典花樣滑冰運動員[5]

### 15日
- 塞萨尔·巴列霍，秘魯詩人

### 16日
- 史蒂夫·布盧默，英格蘭足球運動員

### 17日
- 維克多·格拉夫·馮·舍興斯圖爾，奧匈帝國將軍

### 21日
- 蘇丹·馬吉德·阿凡迪耶夫，蘇聯革命家、政治家
- 穆罕默德·伊克巴勒，印度哲學家、詩人

### 25日
- 亞歷山大·希維托喬斯基，波蘭作家

### 27日
- 埃德蒙德·胡塞爾，奧地利哲學家[6]

### 29日
- 陈怀民，中華民國軍事人物

## 5月

### 1日
- 马库斯·李·汉森，美国历史学家

### 4日
- 嘉納治五郎，日本柔道的創始人
- 卡爾·馮·奧西茨基，德國和平主義者，諾貝爾和平獎獲得者

### 6日
- 第九代德文郡公爵維克多·卡文迪許，英國政治家、加拿大總督

### 7日
- 屋大維·戈加，羅馬尼亞第37任總理

### 9日
- 湯瑪斯·B·特裡格，丹麥實業家

### 10日
- 本傑明·阿布拉昂·博托，巴西攝影師
- 卡里·蘭迪斯，美國律師和政治家

### 13日
- 查理斯·愛德華·紀堯姆，法國物理學家，諾貝爾獎獲得者

### 14日
- 米格爾·卡巴內拉斯，西班牙軍官

### 15日
- 曹錕，第三任中华民国大总统

### 16日
- 路易斯·貝利，英國海軍上將
- 伊萬·姆爾克維奇卡，捷克斯洛伐克出生的保加利亞畫家

### 18日
- 米哈伊爾·巴布希金，蘇聯極地飛行員

### 22日
- 威廉·格拉肯斯，美國畫家

### 25日
- 拉斐爾·科利安德，芬蘭記者、政治家

### 26日
- 约翰·雅各布·艾贝尔，美國藥理學家

### 29日
- 米格爾·弗萊塔，西班牙男高音

## 6月

### 3日
- 圖裡奧·費佈雷斯·科爾德羅，委內瑞拉作家、記者

### 4日
- 奧斯卡·比斯特羅姆，瑞典演員

### 7日
- 耶諾·德西達，匈牙利詩人、翻譯家

### 14日
- 威廉·华莱士·坎贝尔，美國天文學家

### 15日
- 恩斯特·路德維希·基爾希納，德國畫家

### 19日
- 瑪麗亞·義務多·德·索托·卡爾沃，阿根廷畫家

### 21日
- 瑪蒂爾德·科蒙特，法國出生的美國女演員

### 23日
- 塞西莉亞·卡文迪許-本廷克，斯特拉斯莫爾和金霍恩伯爵夫人，英國女王伊麗莎白二世的外祖母。

### 25日
- 伊迪絲·安妮·斯托尼，愛爾蘭物理學家

### 26日
- 詹姆斯·韦尔登·约翰逊，美國作家、政治家和外交家[7]

### 29日
- 什洛莫·本-优素福，以色列猶太復國主義領袖

## 7月

### 1日
- 凱莉·多默里，荷蘭出生的美國女演員

### 2日
- 約翰·詹姆斯·伯內特，英國建築師

### 4日
- 奥托·鲍威尔，奧地利社會民主黨政治家
- 蘇珊娜·倫葛籣，法國網球冠軍[8]

### 9日
- 本杰明·N·卡多佐，美國最高法院大法官

### 10日
- 亞瑟·巴克萊，利比里亞第15任總統[9]

### 14日
- 阿貝爾·亞當斯，芬蘭製片人

### 17日
- 罗伯特·维内，德國導演

### 18日
- 愛丁堡的瑪麗

### 20日
- 喬治·馬特利·大衛斯，澳大利亞政治家

### 24日
- 佩德羅·費加里，烏拉圭畫家、作家和政治家

### 25日
- 法蘭茲一世，列支敦斯登親王
- 滨田耕作，日本學者、考古學家和作家

### 27日
- 汤姆·克林，愛爾蘭海員，南極探險家

### 28日
- 雅科夫·阿爾克斯尼斯，蘇聯飛行員，紅軍空軍司令（被處決）
- 雅科夫·達維多夫，蘇聯將軍（被處決）

### 29日
- 尼古拉·克雷连科，俄羅斯布爾什維克和蘇聯政治家（被處決）

## 8月

### 1日
- 雅科夫·绍洛维奇·阿格拉诺夫，蘇聯政治家

### 2日
- 埃德蒙·東根，愛爾蘭出生的澳大利亞演員

### 4日
- 珀爾·懷特，美國女演員

### 6日
- 華納·奧蘭德，瑞典出生的美國演員[10]

### 7日
- 罗伯特·伯恩，英國政治人物、前賽艇運動員。
- 康斯坦丁·斯坦尼斯拉夫斯基，蘇聯戲劇從業者[11]

### 8日
- 阿尔夫·毕晓普，英格蘭足球運動員

### 9日
- 利奧·弗羅貝紐斯，德國民族學家、考古學家和非洲學家

### 12日
- 路德維希·波爾哈特，埃及學家

### 14日
- 休·特朗布爾，澳大利亞板球運動員

### 16日
- 罗伯特·约翰逊，美國藍調歌手

### 21日
- 湯瑪斯·丹巴爾，波蘭活動家

### 23日
- 卡洛斯·埃昌迪，哥斯大黎加外科醫生
- 弗蘭克·霍克斯，美國飛行員

### 24日
- 迈克尔·贝格利，美國男子賽艇運動員。

### 26日
- 特奧多爾·阿克森托維奇，波蘭出生的蘇聯畫家

### 29日
- 库恩·贝拉，匈牙利共產黨領袖

### 30日
- 詹姆斯·斯科特，美國非裔作曲家、鋼琴家、樂團領袖。

## 9月

### 1日
- 尼古拉·布留漢諾夫，蘇聯政治家、政治人物和財政人民委員

### 3日
- 古斯塔夫·阿道夫·克洛斯，德國插畫家、畫家

### 5日
- 格奧爾基·瑪律德雷斯庫，羅馬尼亞將軍和政治家

### 6日
- 阿方索，阿斯圖里亞斯親王，前西班牙王位繼承人

### 7日
- 陈德馨，中華民國陸軍少將

### 8日
- 塞西裡奧·阿波斯托爾，菲律賓詩人，桂冠

### 12日
- 亚瑟王子，英国王子，康诺特王子。

### 15日
- 揚努利斯·查萊帕斯，希臘雕塑家
- 湯瑪斯·伍爾夫，美國作家

### 16日
- 赫爾曼·巴爾蒂亞，比利時將軍
- 瓦萊麗·貝爾傑爾，法國出生的美國女演員

### 17日
- 布魯諾·亞辛斯基，波蘭詩人

### 19日
- 寶琳·弗雷德里克，美國女演員

### 20日
- 聖約瑟夫的瑪麗亞·特蕾莎，德國羅馬天主教徒，自稱並受祝福

### 21日
- 伊萬娜·布利奇-馬祖拉尼奇，南斯拉夫作家

### 23日
- 菲爾伯特·莫裡斯·奧卡涅，法國工程師、數學家
- 奧雷利奧·喬爾尼，義大利作曲家、鋼琴家

### 24日
- 西盧安，蘇聯東正教牧師和聖人

### 25日
- 保羅·奧拉夫·博丁，挪威駐印度傳教士，桑塔利拉丁字母的創造者

### 30日
- 唐绍仪，中華民國第一任總理

## 10月

### 2日
- 亞歷山德魯·阿維雷斯庫，羅馬尼亞將軍、政治家、羅馬尼亞第24任總理

### 4日
- 何塞·路易斯·特哈达·索尔萨诺，玻利維亞律師、政治家，玻利維亞第34任總統

### 5日
- 玛利亚·傅天娜·克瓦尔斯卡，波蘭修女和聖人，神聖慈悲秘書
- 阿爾伯特·蘭夫特，瑞典戲劇導演、演員

### 12日
- 基里尔·弗拉基米洛维奇，俄羅斯大公

### 13日
- E.C.塞加爾，美國漫畫家[12]

### 14日
- 查理斯·達爾馬斯，法國建築師

### 17日
- 埃什雷夫·弗拉舍里，阿爾巴尼亞政治家
- 卡爾·考茨基，奧地利馬克思主義理論家

### 19日
- 尼諾·菲登西奧，墨西哥羅馬天主教神父和聖人[13]
- 博義王

### 22日
- 雅典的克里索斯托莫斯一世，希臘牧師，大都會
- 梅·歐文，加拿大女演員、歌手

### 24日
- 恩斯特·巴拉赫，德國雕塑家和詩人

### 25日
- 拉烏爾·本索德，法國醫生
- 阿方西娜·斯托尼，阿根廷詩人

### 27日
- 拉塞爾斯·亞伯克龍比，英國詩人和評論家[14]
- 阿爾瑪·格魯克，美國女高音

### 28日
- 拉蒙·佛朗哥，西班牙航空先驅
- 弗雷德·科勒，美國演員

### 30日
- 羅伯特·伍爾西，美國電影喜劇演員

### 31日
- 薩卡里·艾納利，芬蘭農民、商人和政治家
- 讓·德古特，法國將軍，第一次世界大戰領導人

## 11月

### 4日
- 蔣百里，中國國民革命軍上將

### 7日
- 俄羅斯喬治·康斯坦丁諾維奇親王

### 9日
- 瓦西里·布柳赫尔，蘇聯軍事指揮官，蘇聯元帥
- 恩斯特·冯·拉特，德國外交官

### 10日
- 穆斯塔法·凯末尔·阿塔图尔克，土耳其第一任總理，土耳其第一任總統

### 11日
- 瑪莉·馬龍，是美國第一位被發現的傷寒健康帶原者，因此被稱為傷寒瑪麗[15]

### 14日
- 第七代博尚伯爵威廉·萊貢，英國政治家和殖民地總督

### 19日
- 卡洛·卡斯特伦，芬蘭政治家，芬蘭第4任總理

### 20日
- 亞瑟·埃利奧特，南非攝影師
- 莫德王后，挪威王哈康七世表姊與皇后，英皇愛德華七世與丹麥的亞歷珊卓最小的女兒。

### 22日
- 秦佐八郎，日本細菌學家

### 25日
- 奧托·馮·洛索夫，巴伐利亞人，德國將軍

### 30日
- 科尔内留·泽莱亚·科德雷亚努，羅馬尼亞法西斯政治家，鐵衛隊領袖（與其他衛隊活動家一起被處決）

## 12月

### 7日
- 凱瑟琳·卡爾，美國畫家和作家

### 10日
- 保羅·摩根，奧地利演員

### 11日
- 克利斯蒂安·盧斯·朗格，挪威和平主義者，諾貝爾和平獎獲得者

### 14日
- 莫里斯·埃马努埃尔，法國作曲家

### 15日
- 安東尼奧·拉斐爾·巴塞洛，波多黎各律師、商人和政治家
- 瓦列里·契卡洛夫，蘇聯試飛員[16]

### 20日
- 安妮·阿姆斯壯，美國傳教士領袖

### 24日
- 布魯諾·陶特，德國建築師、城市規劃師

### 25日
- 卡雷尔·恰佩克，捷克作家
- 西奧多·費舍爾，德國建築師

### 27日
- 卡爾文·布裡奇斯，美國科學家
- 奥西普·曼德尔施塔姆，蘇聯詩人[17]
- 埃米爾·范德維爾德，比利時社會黨政治家

### 28日
- 弗洛伦丝·劳伦斯，加拿大女演員

### 29日
- 歐亨妮婭·德·羅伊斯·揚庫列斯庫，羅馬尼亞教師、作家和社會活動家

## 日期不詳
- 陈钟书
- 曹穎甫
- 愛麗斯貝倫德
- 程炎震
- 刘易斯·克莱夫